# Bantoida språk

Bantoida språk är en gren av Benue-Kongospråken inom Niger-Kongospråken i Afrika. Termen 'bantoid' användes första gången av Krause 1895 för språk som uppvisade likheter i ordförråd med bantuspråk. Joseph Greenberg definierade bantoida språk i sin inflytelserika bok The Languages of Africa 1963 som den grupp som bantuspråken tillhör tillsammans med deras närmaste släktingar. Det är i denna betydelse termen används idag. 
Ett förslag om att indela bantoida språk i nordbantoida språk och sydbantoida språk framfördes i Williamson 1989, baserat på arbete som presenterats i Blench 1987. I detta förslag grupperas mambiloida språk och dakoida språk tillsammans som nordbantoida, medan alla övriga bantoida språk klassificeras som sydbantoida. Denna klassificering används av Ethnologue. Enhetligheten hos den nordbantoida grupperingen har senare ifrågasatts, men arbetet etablerade sydbantoida språk som en giltig genetisk enhet. Bland de sydbantoida språken finns de välkända och mångtaliga bantuspråken. 